# Mahalia Murphy
Pour les articles homonymes, voir Murphy.

a Compétitions nationales et continentales officielles uniquement.

b Matchs officiels uniquement.
Mahalia Murphy, née le 19 janvier 1994 à Blacktown (Australie), est une joueuse internationale australienne de rugby à XV, internationale de rugby à sept et internationale de rugby à XIII.

## Biographie
Mahalia Murphy naît le 19 janvier 1994 à Blacktown en Australie.
En 2022, elle joue pour les Waratahs. Elle compte 18 sélections en équipe d'Australie de rugby à XV quand elle est retenue en septembre 2022 pour disputer la Coupe du monde en Nouvelle-Zélande.